# Le Rocher rouge
Pour plus de détails, voir Fiche technique et Distribution.
Le Rocher rouge (Ο Κόκκινος Βράχος, O Kokkinos Vrachos), parfois aussi Photini Sandri, est un film grec réalisé par Grigóris Grigoríou et sorti en 1949.
Grigóris Grigoríou raconte dans ses mémoires les conflits qui l'opposèrent lors du tournage à son directeur de la photographie, Dimítrios Gaziádis. Ce dernier était un adepte de la « vieille école » : caméra fixe et acteurs entrant et sortant du champ. Grigoríou désirait plus de gros plans pour accentuer la psychologie des personnages. La technique de l'époque ne lui permit pas d'obtenir ce qu'il désirait et la vision de Gaziadis s'imposa. Cependant, au montage, Grigoríou réussit, en surimposant plans et images à exprimer les tourments psychologiques des personnages.
L'île de Zante où fut tourné le film, fut quasiment détruite par le tremblement de terre de 1953 et le film constitue un des rares témoignages de l'île avant sa destruction.

## Synopsis
Zante, 1883. Photini Sandri, une jeune femme, vit heureuse et insouciante en compagnie de son frère Mimis. L'arrivée de son cousin, Angelos Marinis, âgé d'une quarantaine d'années, la trouble. Il tombe amoureux d'elle et lui déclare sa flamme. Cependant, elle le repousse, car ils sont cousins. Il repart pour Athènes. Quelques mois plus tard, elle apprend que l'Église orthodoxe de Grèce autorise les mariages entre cousins. Elle écrit à Angelos pour lui avouer son amour pour lui. Il ne répond pas. Photini apprend alors qu'il s'est marié avec une autre. Elle se jette dans la mer, du haut du « rocher rouge ».

## Fiche technique
- Titre : Le Rocher rouge
- Titre original : Ο Κόκκινος Βράχος (O Kokkinos Vrachos)
- Réalisation : Grigóris Grigoríou
- Scénario : Grigóris Grigoríou d'après le roman Photini Sandri de Grigorios Xenopoulos
- Direction artistique :
- Décors : Giotis Stephanidis
- Costumes :
- Photographie : Dimítrios Gaziádis
- Son :
- Montage : Kostas Dritsas
- Musique : Mános Hadjidákis
- Production :  Spentzos Film
- Pays d'origine :  Grèce
- Langue : grec
- Format : Noir et blanc
- Genre : Mélodrame
- Durée : 85 minutes
- Dates de sortie : 3 janvier 1949

## Distribution
- Lykourgos Kallergis
- Thodoros Moridis
- Marika Anthopoulou
- Ida Christinaki (Photini Sandri)
- Nikos Filippopoulos
- Stefanos Fotiadis